# Karnerviertel
Karnerviertel ist eine Ortschaft und als Karnerviertl eine Katastralgemeinde der Gemeinde Waldbach-Mönichwald im Bezirk Hartberg-Fürstenfeld in Steiermark.

## Geografie
Die Streusiedlung erstreckt sich von Mönichwald nach Norden und besteht aus dem Dorf Mönichwald (574 m ü. A.), den Siedlungen Bergfeldsiedlung und Neudorf bei Mönichwald, den Weilern Bruck an der Lafnitz, Demmeldorf und Rieglhof, den Streusiedlungen Karndorf, Langegg, Lechen, Schwarzenbach und Weghof sowie zahlreichen Einzellagen. Am 1. April 2020 umfasste die Streusiedlung 201 Adressen.

## Siedlungsentwicklung
Zum Jahreswechsel 1979/1980 befanden sich in der Katastralgemeinde Karnerviertl insgesamt 157 Bauflächen mit 72.188 m² und 42 Gärten auf 16.077 m², 1989/1990 gab es 160 Bauflächen. 1999/2000 war die Zahl der Bauflächen auf 453 angewachsen und 2009/2010 bestanden 278 Gebäude auf 469 Bauflächen.

## Geschichte
Laut Adressbuch von Österreich waren im Jahr 1938 in Karnerviertl zwei Gastwirte, ein Gemischtwarenhändler, ein Hafner, eine Mühle, fünf Sägewerke, zwei Schmiede, eine Schneiderin und zahllose Landwirte ansässig.

## Bodennutzung
Die Katastralgemeinde ist land- und forstwirtschaftlich geprägt. 647 Hektar wurden zum Jahreswechsel 1979/1980 landwirtschaftlich genutzt und 1.362 Hektar waren forstwirtschaftlich geführte Waldflächen. 1999/2000 wurde auf 553 Hektar Landwirtschaft betrieben und 1.424 Hektar waren als forstwirtschaftlich genutzte Flächen ausgewiesen. Ende 2018 waren 485 Hektar als landwirtschaftliche Flächen genutzt und Forstwirtschaft wurde auf 1.437 Hektar betrieben. Die durchschnittliche Bodenklimazahl von Karnerviertl beträgt 20,5 (Stand 2010).

## Kultur
Die Anfänge der Pfarrkirche Mönichwald gehen auf das Jahr 1163 zurück, als das erste Kirchengebäude geweiht wurde. Die heutige Pfarrkirche wurde um 1715 errichtet und steht wie der Pfarrhof und sein Wirtschaftshof unter Denkmalschutz (Listeneintrag).